# ルイジ・リッチ
ルイジ・リッチ（Luigi Ricci, 1805年7月8日 - 1859年12月31日）は、イタリアの作曲家、指揮者。主にオペラの分野で活躍した。作曲家のフェデリコ・リッチの兄であり、2人で共同制作した作品も存在する。

## 生涯
リッチはナポリに生まれた。この町で学んだ彼は、1823年に音楽院で最初のオペラを作曲している。1831年の『Chiara di Rosembergh』、1834年の『Un'avventura di Scaramuccia』がミラノのスカラ座で大きな成功を収め、リッチの名はヨーロッパ中に轟いた。また、1835年には弟のフェデリコと共同で制作することになる4作のオペラのうち、初めの作品を作曲した。
1837年、リッチは主として彼の贅沢な生活スタイルに起因する、経済的な問題に見舞われた。トリエステで職に就かねばならなくなった彼は、以後7年にわたって1作もオペラを作曲しなかった。しかし、この時リッチはフランチェスカとルドミカという、ソプラノ歌手のテレサ・シュトルツの姉妹であった17歳の一卵性の双子と恋に落ちていた。このことに触発され、彼女ら2人が共に歌えるように作曲したオペラが1845年にオデッサで初演された。トリエステに戻ったリッチはルドミカと結婚する（しかし、フランチェスカのことも手放さなかった）。その後、単独で3つのオペラを発表して好評を博したが、この時期最大の彼の成功作は、弟との最後の合作となった『Crispino e la comare』であった。この作品の大部分はルイジが手掛けている。
リッチが最も強みを発揮したのは喜劇であった。リッチ自身も称賛を惜しまなかったドニゼッティの域には到達しなかったものの、『Crispino』はこの時代のイタリア喜劇の中でも指折りの作品であると広く考えられている。
指揮者としてのリッチの活動は、ヴェルディの『海賊』の初演の記録などに残されている。
1859年、リッチは最後のオペラの初演を終えた直後に精神疾患に倒れ、プラハの病院で息を引き取った。
リッチとルドミカとの間に生まれた娘のレッラ・リッチ（1850年-1871年）はオペラ歌手だった。また、フランチェスカとの間に生まれた息子のルイジ・リッチ＝シュトルツ（1852年-1906年）は作曲家となった。

## オペラ
| タイトル                                     | 初演年         | 初演地                            | リブレット                         |
| -------------------------------------------- | -------------- | --------------------------------- | ---------------------------------- |
| L'impresario in angustie                     | 1823年         | ナポリ、音楽院                    | G. M. Diodati                      |
| La cena frastornata                          | 1824年 秋      | ナポリ、Teatro Nuovo              | Andrea Leone Tottola               |
| L'abbate Taccarella, ovvero Aladino          | 1825年 謝肉祭  | ナポリ、Teatro Nuovo              | Andrea Leone Tottola               |
| Il sogno avverato                            | 1825年 夏      | ナポリ、Teatro Nuovo              | Andrea Leone Tottola               |
| Il diavolo condannato a prender moglie       | 1827年1月27日  | ナポリ、Teatro Nuovo              | Andrea Leone Tottola               |
| La lucerna di Epitteto                       | 1827年 謝肉祭  | ナポリ、Teatro Nuovo              | G. Checcherini                     |
| Ulisse in Itaca                              | 1828年1月12日  | ナポリ、サン・カルロ劇場          | Domenico Gilardoni                 |
| Colombo                                      | 1829年6月27日  | パルマ、Teatro ducale             | フェリーチェ・ロマーニ             |
| L'orfanella di Ginevra （Amina）             | 1829年9月9日   | ローマ、Teatro Valle              | ヤコポ・フェレッティ               |
| Il sonnambulo                                | 1829年12月26日 | ローマ、Teatro Valle              | ヤコポ・フェレッティ               |
| Fernando Cortez, ovvero L'eroina del Messico | 1830年2月9日   | ローマ、Teatro Tordinona          | ヤコポ・フェレッティ               |
| Annibale in Torino                           | 1830年12月26日 | トリノ、Teatro Regio              | フェリーチェ・ロマーニ             |
| La neve                                      | 1831年6月21日  | ミラノ、Teatro Cannobiana         | フェリーチェ・ロマーニ             |
| Chiara di Rosemberg                          | 1831年10月11日 | ミラノ、スカラ座                  | ガエターノ・ロッシ                 |
| Il nuovo Figaro                              | 1832年2月15日  | パルマ、Teatro ducale             | ヤコポ・フェレッティ               |
| I due sergenti                               | 1833年9月1日   | ミラノ、スカラ座                  | フェリーチェ・ロマーニ             |
| Un'avventura di Scaramuccia                  | 1834年3月8日   | ミラノ、スカラ座                  | フェリーチェ、ロマーニ             |
| Gli esposti, ovvero Eran due or son tre      | 1834年6月3日   | トリノ、Teatro Angennes           | ヤコポ・フェレッティ               |
| Chi dura vince ovvero La luna di miel        | 1834年12月26日 | ローマ、Teatro Valle              | ヤコポ・フェレッティ               |
| La serva e l'ussero （Magd und Husar）       | 1835年 新年    | パヴィーア、Teatro Compadroni     |                                    |
| Il colonello                                 | 1835年3月14日  | ナポリ、フォンド劇場              | ヤコポ・フェレッティ               |
| Chiara di Montalbano [in Francia]            | 1835年8月15日  | ミラノ、スカラ座                  | ガエターノ・ロッシ                 |
| Il disertore per amore                       | 1836年2月13日  | ナポリ、フォンド劇場              | ヤコポ・フェレッティ               |
| Le nozze di Figaro                           | 1838年2月13日  | ミラノ、スカラ座                  | ガエターノ・ロッシ                 |
| La solitaria delle Asturie                   | 1845年2月20日  | オデッサ、イタリア劇場            | フェリーチェ・ロマーニ             |
| L'amante di richiamo                         | 1846年6月13日  | トリノ、Teatro Angennes           | F. Dall'Ongaro                     |
| Il birraio di Preston                        | 1847年2月4日   | フィレンツェ、ペルゴラ劇場        | F. Guidi                           |
| Crispino e la comare                         | 1850年2月28日  | ヴェネツィア、Teatro S. Benedetto | フランチェスコ・マリア・ピアーヴェ |
| La festa di Piedigrotta                      | 1852年6月23日  | ナポリ、Teatro Nuovo              | M. D'Arienzo                       |
| Il diavolo a quattro                         | 1859年5月15日  | トリエステ、Teatro Armonia        | ガエターノ・ロッシ                 |